# Doroteablommor
Doroteablommor (Dorotheanthus) är ett släkte av isörtsväxter som beskrevs av Schwantes. Doroteablommor ingår i familjen isörtsväxter.
Förkultiveras inomhus i såjord. Mörkergroende. Fukta jorden före sådd och täck med vermikulit, såjord, mörk plast eller liknande. Gro i 15-20 grader, helst inte varmare då det kan påverka grobarheten negativt.
Släktet innehåller bara arten Dorotheanthus bellidiformis.

## Bildgalleri

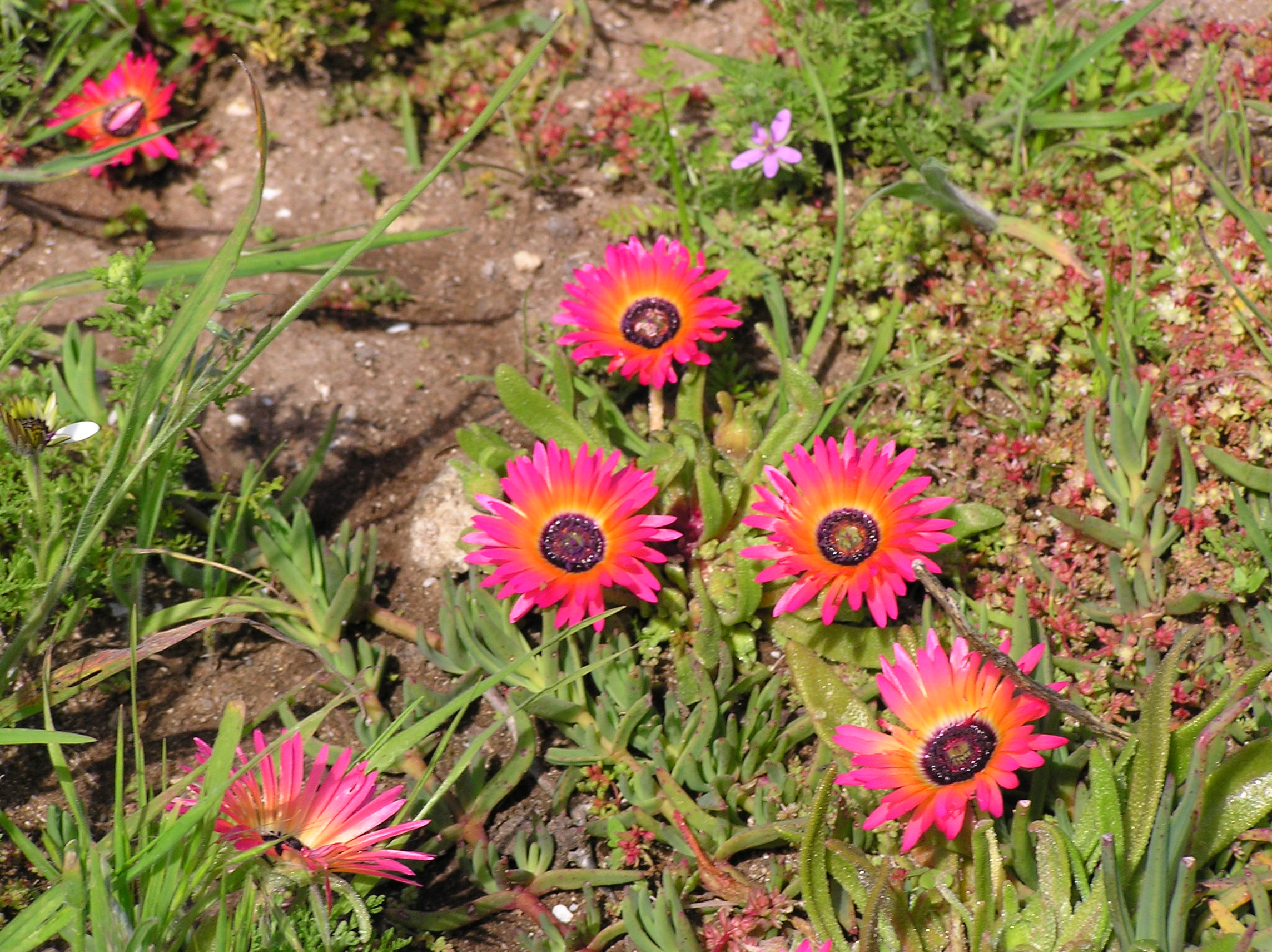
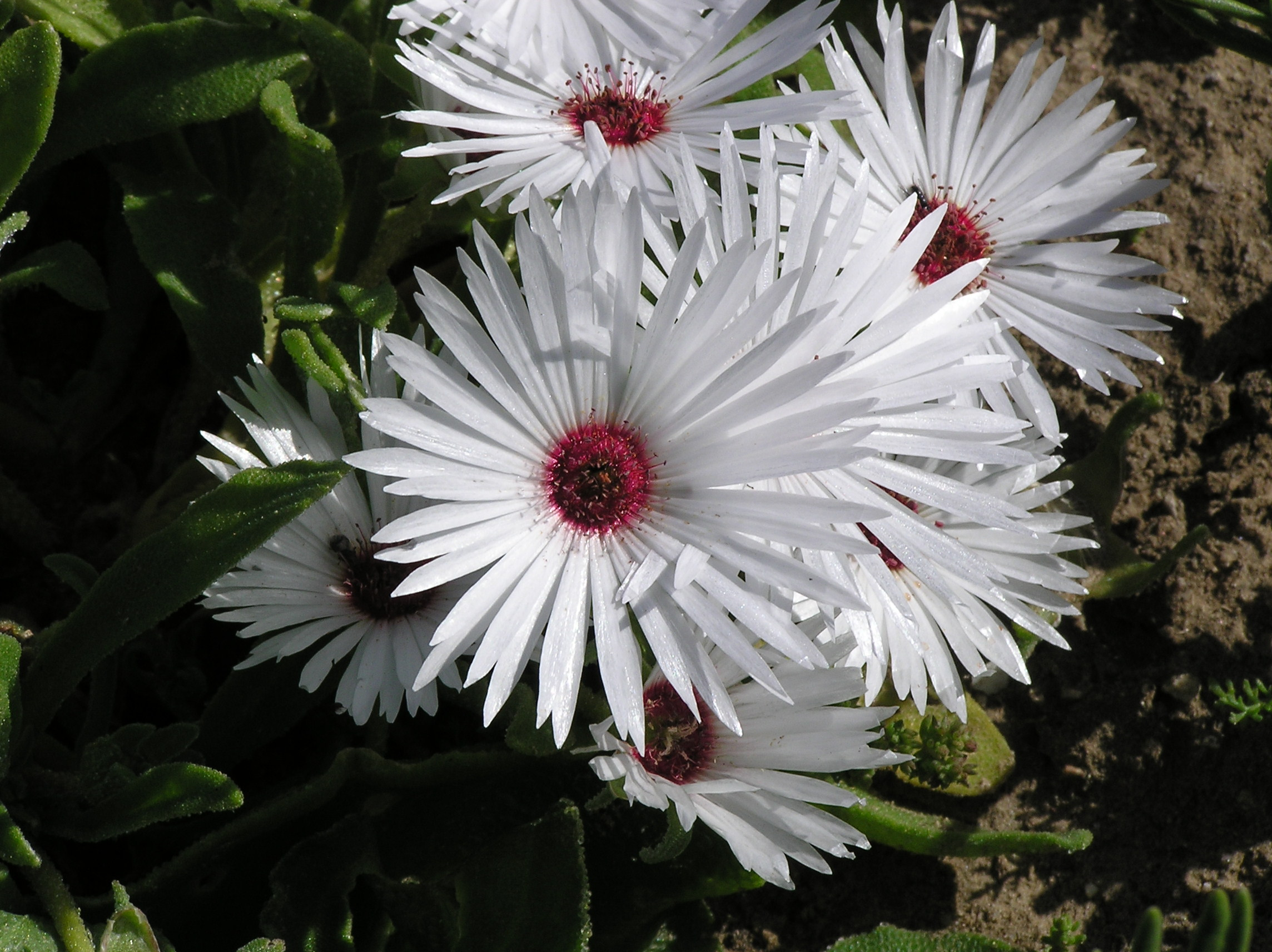
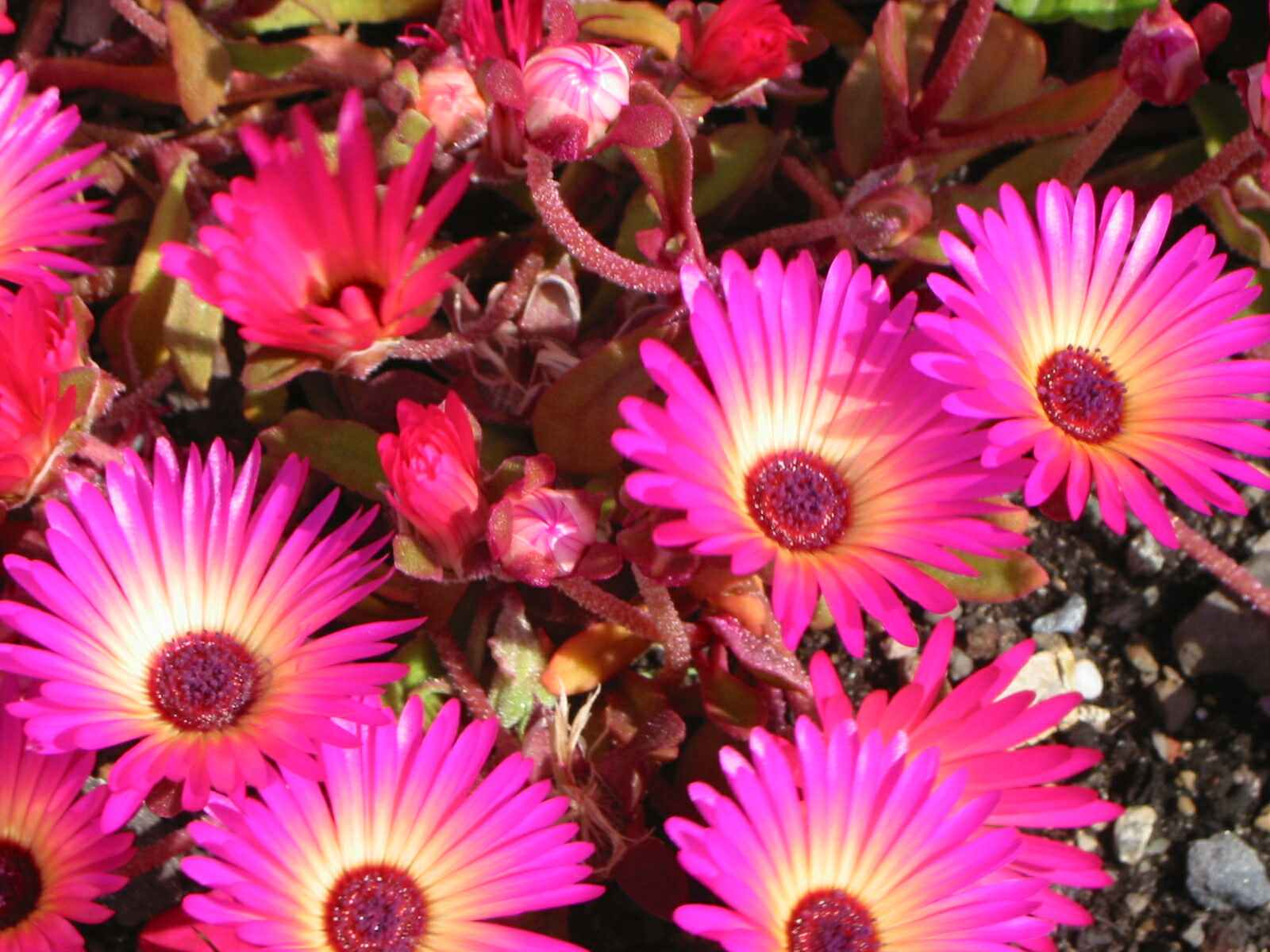
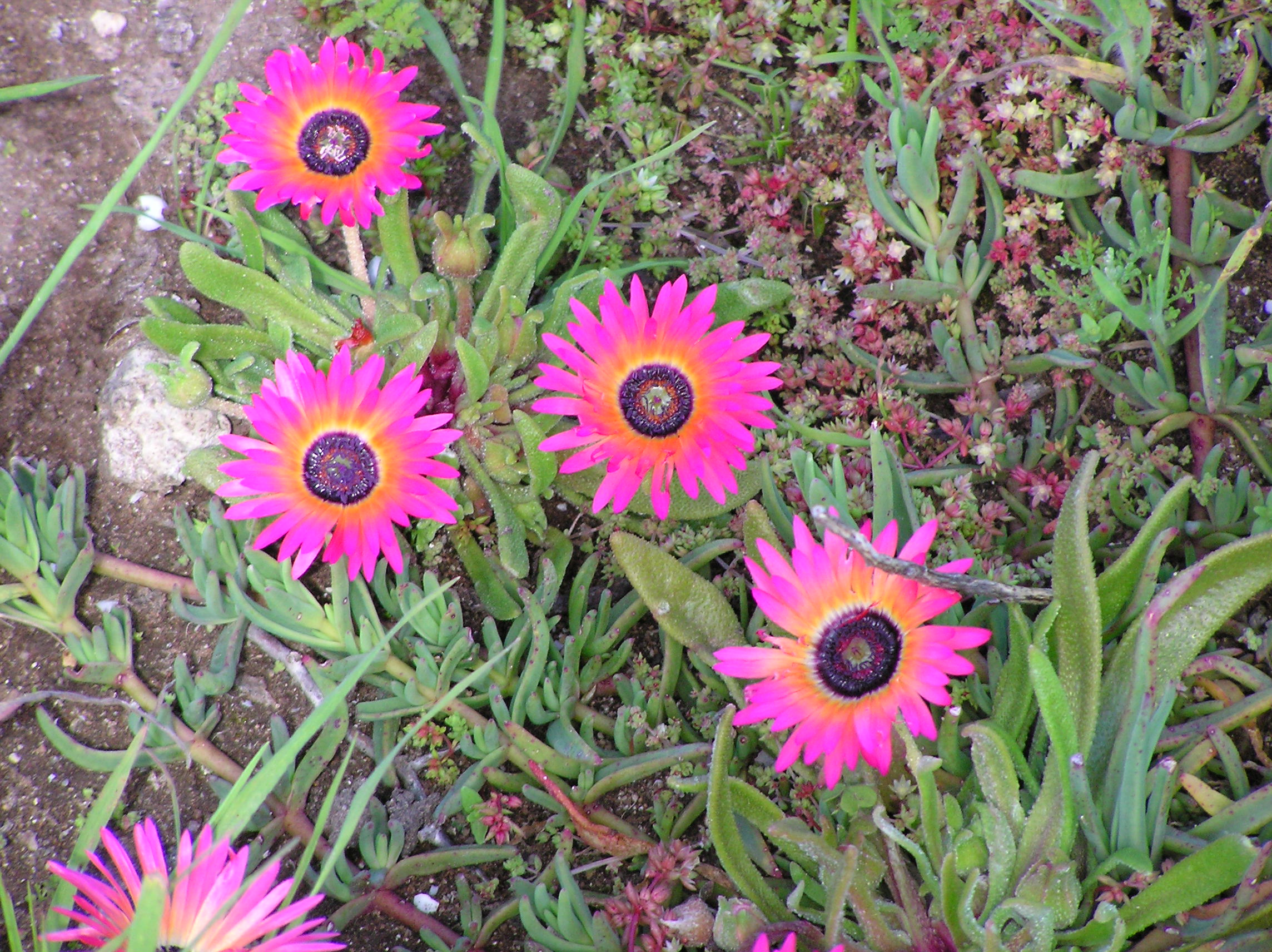
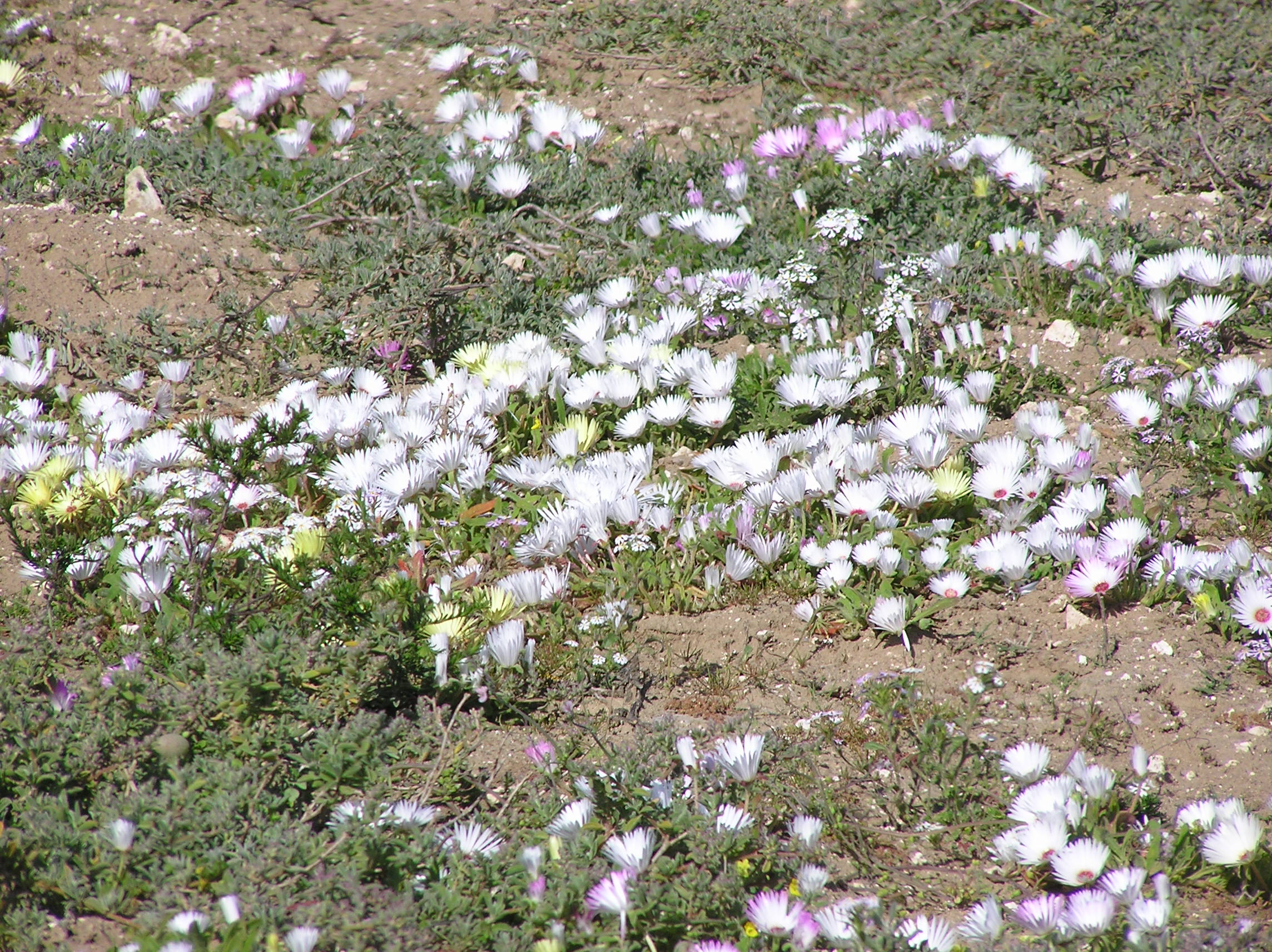
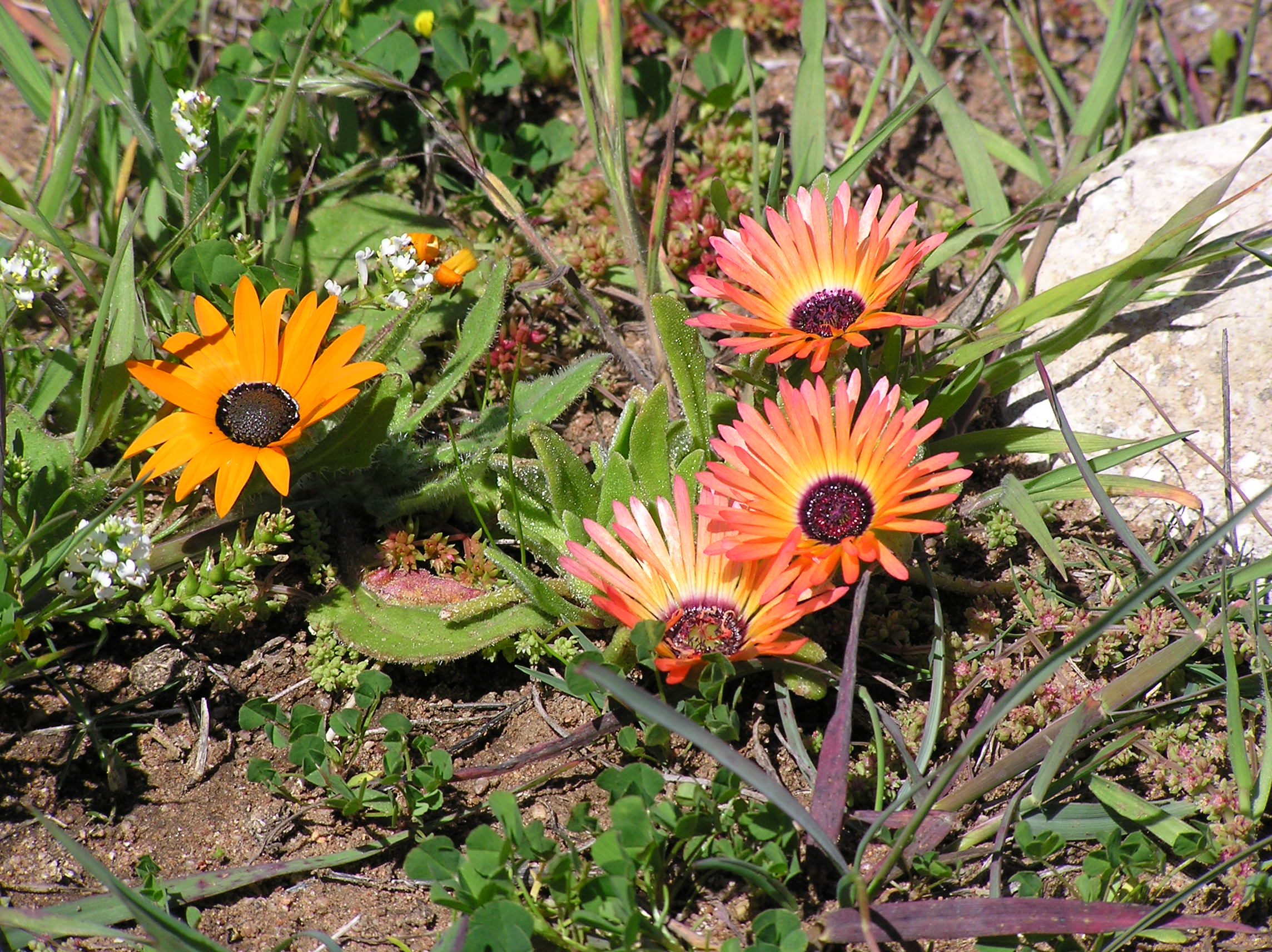